# 2025 par pays en Asie
2023 par pays en Asie - 2024 par pays en Asie - 2025 par pays en Asie - 2026 par pays en Asie - 2027 par pays en Asie

## Événements

### Continent et mers asiatiques
- 23 janvier : célébration des premiers mariages homosexuels officiels en Thaïlande, et par extension d'Asie du Sud-Est

### Afghanistan
- 11 février : au moins 21 membres des talibans sont tués, dont un commandant, et 30 autres blessés lors d'une explosion à l'extérieur de la New Kabul Bank à Kaboul[1].

### Arabie saoudite
- x

### Azerbaïdjan
- 29 janvier : élections municipales.
- 8 août : unaccord de paix entre l'Arménie et l'Azerbaïdjan est signé à Washington.

### Bahreïn
- x

### Bangladesh
- 21 juillet : au moins 31 personnes sont tuées, dont le pilote et 25 enfants[2],[3], et 171 autres sont blessées, après qu'un avion d'entraînement F-7BGI de l'armée de l'air du Bangladesh s'est écrasé sur un campus universitaire et scolaire à Dacca, au Bangladesh[4].

### Bhoutan
- x

### Brunei
- x

### Émirats arabes unis
- x

### Indonésie
- 7 janvier : l'Indonésie devient membre à part entière des BRICS[5].
- 21 janvier : 17 personnes sont tuées dans des inondations et des glissements de terrain dans la province centrale de Java[6].
- 10 avril : au moins 17 personnes sont tuées par des militants de l'Armée de libération nationale de Papouasie occidentale (TPNPB) dans la régence de Yahukimo, en Papouasie des hautes terres[7].

### Irak
- 16 juillet : au moins 61 personnes sont tuées et d'autres sont portées disparues dans l'incendie d'un centre commercial de la ville de Kut, en Irak[8]. Trois jours de deuil sont décrétés et des poursuites judiciaires sont engagées contre le propriétaire du bâtiment et celui du centre commercial[8],[9].
- 11 novembre : élections législatives (en).

### Iran
- 17 janvier : signature du traité de partenariat stratégique global entre l'Iran et la Russie.
- 18 janvier : deux juges de la Cour suprême d'Iran, Ali Razini et Mohammad Moghisseh, sont assassinés par un homme armé qui se suicide ensuite[10].
- 26 avril : explosion du port de Shahid Rajaee, près de Bandar Abbas.
- 10 juin : l'Iran exécute neuf membres de l'État islamique pour une attaque de 2018, qui a tué trois membres du Corps des gardiens de la révolution islamique[11].
- À partir du 13 juin : bombardements israéliens sur l'Iran, visant principalement son programme nucléaire ; bombardements iraniens sur Israël en riposte.
- 16 juin : Tentative d'assassinat de Massoud Pezechkian
- 22 juin : frappes américaines sur les sites nucléaires iraniens.
- 29 juin : les autorités annoncent que l'attaque israélienne contre la prison d'Evin a fait 71 morts[12].

### Japon
- 13 avril au 13 octobre : exposition universelle de 2025 à Osaka.

### Jordanie
- x

### Kazakhstan
- 25 juillet : un hélicoptère Airbus Helicopters H145 de la force de défense aérienne des Forces armées kazakhes s'abime dans le lac Sorbulak (en) situé dans le district d'Ile avec trois personnes à bord[13].

### Kirghizistan
- x

### Koweït
- x

### Laos
- x

### Liban
- 9 janvier : élection présidentielle (treizième session), l'ancien commandant des Forces armées libanaises, Joseph Aoun, est élu président de la République.
- 14 janvier : Nawaf Salam est nommé président du Conseil des ministres.
- 26 janvier : au moins 15 personnes sont tuées et 83 autres blessées dans une fusillade entre l'armée israélienne et l'armée libanaise, dans deux villages du sud du Liban[14].
- 8 février : six personnes sont tuées, et deux autres blessées, dans des frappes aériennes israéliennes près de Jannata, dans le gouvernorat du Sud[15].
- 9 août : au moins six soldats libanais sont tués dans une explosion alors que les troupes retiraient des munitions d'une base du Hezbollah près de la frontière israélienne[16].

### Malaisie
- 1er avril : incendie du pipeline de Putra Heights.

### Maldives
- x

### Mongolie
- 14 mai : début des manifestations de 2025.
- 3 juin : démission de Luvsannamsrai Oyun-Erdene, Premier ministre.

### Népal
- x

### Oman
- x

### Ouzbékistan
- x

### Pakistan
- 7 janvier : trois soldats pakistanais et dix-neuf insurgés talibans sont tués, lors d'échanges de tirs dans le Khyber Pakhtunkhwa[17].
- 28 janvier : deux soldats de l'armée pakistanaise et cinq insurgés sont tués lors d'une fusillade dans le district de Killa Abdullah, au Baloutchistan[18].
- 1er février : au moins 18 paramilitaires sont tués dans une  embuscade, 12 assaillants sont abattus par la suite, au Baloutchistan[19].
- 14 février : dix mineurs de charbon sont tués après qu'une bombe a touché un camion à Harnai, au Baloutchistan[20].
- 11 mars : un train de voyageurs de Jaffar Express reliant Quetta à Peshawar est détourné par l'Armée de libération du Baloutchistan ; au moins 46 personnes sont tuées, 110 prises en otage et 104 autres secourues[21].
- 23 mars : huit personnes sont tuées lors de deux fusillades de masse distinctes dans les districts de Nushki et de Kalat, au Baloutchistan[22].
- 22 avril : le ministère de l'intérieur pakistanais annonce avoir expulsé 100 529 réfugiés afghans depuis le 1er avril 2025[23].
- 23 avril : début de la crise indo-pakistanaise de 2025.
- 27 avril : les forces armées pakistanaises tuent 54 militants talibans pakistanais qui tentaient de traverser la frontière avec le Pakistan depuis l'Afghanistan près du district du Nord-Waziristan, Khyber Pakhtunkhwa[24].
- 28 juin : au moins seize soldats et l'auteur de l'attentat sont tués, et 29 autres blessés, lorsqu'un kamikaze percute un convoi militaire au volant d'un véhicule chargé d'explosifs dans le district du Waziristan du Nord, province de Khyber Pakhtunkhwa. La faction Hafiz Gul Bahadur des talibans pakistanais revendique l'attentat[25].
- 25 juillet : les pluies torrentielles ont fait 266 morts depuis le début de la mousson[26].
- 8 août : au moins 33 militants talibans pakistanais sont tués lors d'une opération nocturne près de la frontière afghane à Zhob, au Baloutchistan[27].
- 14/15 août : des inondations dues à la mousson tuent au moins 320 personnes dans le nord du Pakistan, dont au moins 307 dans la province du Khyber-Pakhtunkhwa, ce qui porte à plus de 600 le nombre de morts depuis le début de la mousson fin juin[28] ; un hélicoptère Mil Mi-17 de secours s'écrase le 14 août dans cette province tuant les 5 personnes à bord[29].

### Philippines
- 6 février : un avion léger Beechcraft B300 King Air 350 Intelligence, Surveillance and Reconnaissance de Metrea s'écrase dans une rizière de la commune d'Ampatuan sur l'île de Mindanao aux Philippines. Les trois employés de Metrea et le militaire américain à bord sont morts[30],[31].
- 22 avril : sept personnes sont tuées dans une attaque au couteau lorsqu'un homme est entré dans une boulangerie et a poignardé des employés endormis à Antipolo (Rizal)[32].
- 1er mai : au moins 12 personnes sont tuées et 37 autres blessées dans une collision impliquant plusieurs véhicules au péage de Tarlac sur une autoroute[33].
- 12 mai : élections législatives.
- 27 juillet : sept guérilleros de la Nouvelle Armée populaire sont tués, lors d'une opération militaire à Uson, Masbate[34].

### Qatar
- 23 juin : attaques iraniennes en Irak et au Qatar.

### Singapour
- 3 mai : élections législatives.
- 11 juillet au 3 août : championnats du monde de natation.

### Sri Lanka
- x

### Tadjikistan
- 2 mars : élections législatives.
- 15 juillet : début d'une vague massive d'expulsions de réfugiés afghans[35].

### Taïwan
- 1er avril : la marine et l'armée de l'air chinoises mènent des exercices militaires de grande envergure autour de Taïwan. Au moins 19 navires de guerre chinois sont déployés, dont le porte-avions Shandong, marquant ainsi son approche la plus proche de Taiwan[36].
- 20 juin : l'armée de Taïwan détecte 74 avions de chasse chinois aux environs de l’île de Taïwan[37].

### Thaïlande
- 23 janvier : célébration des premiers mariages homosexuels officiels dans le pays, et par extension d'Asie du Sud-Est.
- 28 mars : un séisme en Birmanie touche le pays.
- 28 juillet : quatre personnes sont tuées, dont l'auteur, et deux autres sont blessées lors d'une fusillade au marché Or Tor Kor à Bangkok[38].

### Timor oriental
- x

### Turkménistan
- x

### Vietnam
- 4 juin : le Viêt Nam renonce à la politique des deux enfants instaurée en 1988[39].
- 19 juillet : un navire de tourisme sombre dans la baie d'Along avec 53 personnes à bord suite à un orage. Un bilan provisoire fait état de 38 morts, 4 disparus et 11 personnes secourues[40].

### Yémen
- 17 avril : le port pétrolier de Ras Issa dans le gouvernorat d'al-Hodeïda (terminal d'un oléoduc) en territoire contrôlé par les Houthis[41] est détruit par les forces armées des États-Unis dans le cadre de la crise de la mer Rouge, causant 78 morts et 178 blessés d'après les Houthis[42].
- 28 avril : au moins 68 personnes sont tuées et 47 autres blessées lors d'une frappe aérienne américaine sur une prison détenant des migrants africains dans le gouvernorat de Saada, au Yémen[43].
- 3 août : au moins 68 personnes sont tuées, 74 autres sont portées disparues, et 12 sont blessées lorsqu'un bateau transportant 154 migrants éthiopiens chavire au large du gouvernorat d'Abyan[44].

### L'année 2025 dans le reste du monde
- L'année 2025 dans le monde
- 2025 par pays en Amérique • 2025 au Brésil, 2025 au Canada, 2025 au Québec, 2025 aux États-Unis
- 2025 en Europe, 2025 dans l'Union européenne • 2025 en Belgique, 2025 en France, 2025 en Italie, 2025 en Suisse
- 2025 en Afrique • 2025 par pays en Océanie, 2025 en Océanie • 2025 en Antarctique
- 2025 aux Nations unies
- Décès en 2025